# Anti/Dogmatikss
Anti/Dogmatikss, également stylisé Anti/DogmatikSS, abrégé A/D, est un groupe de punk hardcore espagnol, originaire de Barcelone, en Catalogne. Il est formé à la fin de 1983. Au cours de son existence, il compte deux démos, la première étant Rompan filas!!! (1984), également la plus remarquée, et quelques participations à diverses compilations, certaines d'entre elles publiées à l'international.
Après de nombreux changements de formation et des interruptions de parcours, ils deviennent actifs jusqu'au début des années 1990. Ils sont considérés comme l'un des groupes fondateurs de la scène punk hardcore de Barcelone, aux côtés notamment de GRB, Shit S.A., L'Odi Social et Subterranean Kids. Un hommage lui est rendu sur une compilation publiée par le label Tralla Records en 2000.

## Biographie

### Débuts
Anti/Dogmatikss est formé en septembre 1983 après la séparation du groupe Epidemia, auquel participaient le guitariste Ferran (connu les premières années sous le nom de Fernando) et le bassiste Sisa, qui seront les seuls deux membres permanents à travers les différents changements de formation au sein d'Anti/Dogmatikss. Les autres membres d'Epidemia étaient Peter Punk, ex-batteur d'Ultimo Resorte (qui a joué avec eux sur leur premier EP), et Joni « Destruye » (également connu sous le nom de Joni D.), frère de Ferran, qui endossait le rôle de chanteur. Simultanément, avant même l'existence d'Epidemia, Ferran et Joni avaient donné vie à des projets tels que le fanzine Melodías Destruktoras et le label Anarchi Rekords qui, entre 1982 et 1983, publie Disposable Material (première démo) et Kangrena (l'EP Terrorismo sonoro).
À la fin de décembre 1983, ils recrutent le chanteur Poly (Josep Urpí Gausachs), également bassiste du groupe L'Odi Social, qui combinera chant et basse avec Anti/Dogmatikss. Peu de temps après, à la fin de janvier 1984, le groupe décide de son nom définitif juste, Anti/Dogmatikss, pour un premier concert. Initialement, ils s'appelaient Premeditación y Alevosía, et se décrivaient « hardcore influencé par GBH », une description qui correspond bien au style musical initial du groupe. Cependant, l'affiche annonçant leur premier concert indique Anti/Dogmatikss. Le concert, qui s'est tenu le 29 janvier dans la salle Zeleste de Barcelone, fait participer les groupes locaux Napalm, Residuos Nukleares, L'Odi Social et Shit S.A.
Très vite, en février 1984, ils sont interviewés dans un fanzine, Diecisiete segundos (d'orientation post-punk, mené à Barcelone par F. « Sanguinetti »). Au cours de l'interview, le groupe explique ses activités parallèles (les fanzines Melodías Destruktoras et Plasma, le label Anarchi, le programme punk Likuadora) et la manière dont ils enregistrent (à cette époque, Fernando composait la musique, tandis que les paroles étaient écrit par Joni D. et le batteur Carlos), commentent leur premier concert, et leurs influences (dans les paroles, principalement Discharge et MDC). Durant la même période, ils sont brièvement interviewé par le fanzine canarien Son vecinos.
Une affiche publicitaire réalisée par le groupe à ses débuts est à la fois une déclaration de ses intentions et un indice sur ses influences musicales : sur les briques d'un mur sont retranscrits les noms de groupes punk rock classiques, Sex Pistols, The Damned, les britanniques Crass, Discharge, Disorder, GBH, les nord-américains Dead Kennedys et Black Flag, les italiens EU's Arse et 5º Braccio, et les allemands Razzia (qui ont joué à Barcelone au début de juin 1984). Les basques RIP et Kangrena sont également mentionnés. Dans d'autres briques sont divers slogans de tendance anarcho-punk : « Contre le pouvoir », « Le patriotisme est un égoïsme de masse », « Contre le système », « Contre le racisme », « Contre le machisme », « Contre la guerre », « Non à l'armée », etc., certains d'entre eux en anglais (comme Nazi punks - fuck off, titre d'une chanson des Dead Kennedys, ou Bushell wanker, qui cible Garry Bushell, journaliste qui a lancé le mouvement oi! et qui a souvent moqué Crass et d'autres groupes d'anarcho-punk).
Le groupe joue aussi d'autres concerts, dont un dans les couloirs de l'Université de Barcelone au printemps de 1984. Durant le même concert, ils reprennent Sentido Común, Napalm et Nervios Rotos. Peu de temps après, le 19 mai, ils jouent au Casal dels Transformadors (Barcelone) avec Kangrena dans une deuxième série de concerts organisée par NDF et Anarchi Rekords. Peu de temps après  leur apparition en compilation, le batteur Carlos quitte le groupe à cause de « divergences idéologiques et musicales. » Il est remplacé par Manel (ex-Clinic Humanoyds et membre de Shit S.A.)

### Rompan filas!!!
De retour à Barcelone, l'automne 1984 amène la première action du Collectivo Squat à Barcelone, qui occupe en octobre une maison abandonnée de la rue Bolívar, dans le quartier de Gracia. En conséquence, un concert « Pro-Squat » est organisé à Casal del Transformador le 27 octobre, au cours duquel jouent Anti/Dogmatikss, GRB, Napalm, Shit S.A., Voices et L'Odi Social,. 
À la fin du mois de novembre, Anti/Dogmatikss rejoint le mini-groupe espagnol du groupe de punk hardcore néerlandais BGK, dans une tournée qui débute le 29 novembre. Elle se termine le 2 décembre à Barcelone, au Casal dels Transformadors. 

### Dernière ligne
En 1986, le groupe recrute le chanteur Ripoll. En 1989, Ripoll quitte le groupe. Il est remplacé, la même année, par David (d'Anti-Manguis), avec qui Anti/Dogmatikss enregistre deux morceaux pour la compilation cassette No 92, publiée à la fin de 1989 ou au début de 1990 et qui, comme indique le titre, cible l'organisation des jeux olympiques de 1992 à Barcelone. Il s'agit du dernier enregistrement en studio du groupe.